# Bibi Landó
Bibiana María Landó Meyer, más conocida como Bibi Landó (Asunción; 11 de septiembre de 1967) es una actriz, empresaria, conductora de televisión y de radio de Paraguay. Fue conductora de televisión de noticieros como también de programas de entretenimiento como "El Sueño Mágico de Bibi" que era un show para niños de Canal 9. En la actualidad, está al frente de los programas "El Doctor en Casa" de Paraguay TV, "Residentas" de Canal GEN y "Tiempo de Unión" en Radio La Unión. Viene de una familia conocida en Paraguay, que incluye a su madre escritora Marta Meyer de Landó; su hermano, el chef Enrique Landó, y su sobrino  Paul Landó, youtuber paraguayo.

## Biografía
Bibi Landó nació en Asunción, Paraguay. Es hija de la escritora y exdirectora del Ballet Municipal de Asunción, Marta Meyer de Landó y del ingeniero y arquitecto Enrique Raúl Landó. Entró en el tradicional colegio Las Teresas que en ese entonces era solo de mujeres. Estuvo casada con el productor Oscar Elizeche con quien tuvo dos hijos, Oscar Elizeche Landó y Marcelo Elizeche Landó. Su hermano Enrique Landó (hijo) fue un conocido chef de la televisión y su sobrino Paul Landó (hijo de su hermano Jorge) es un conocido youtuber.
Antes de iniciarse en los medios de comunicación fue maestra en una guardería mientras estudiaba la carrera de Análisis de Sistemas que la llevó a trabajar por un año, en esa área, en la Municipalidad de Asunción. Luego de casarse con Oscar Elizeche fue a vivir por un año a Suiza hasta que volvieron a Paraguay y empezó a trabajar como diseñadora de modas para la marca paraguaya La Riojana. En ese momento la invitaron a un programa de televisión de Canal 13 para hablar sobre tendencias y fue ahí como inició su carrera en los medios.
En octubre de 2005 condujo el evento "Hija dilecta de Asunción", una conmemoración importante en la ciudad capital en la cual entregó el premio a su propia madre, Marta Meyer de Landó por su contribución a la cultura paraguaya. Su madre falleció de cáncer de mamas unos meses después, en noviembre de 2005. Esto generó un impacto importante en su vida lo que hizo que sea parte de campañas para la prevención y cura del cáncer en Paraguay.
Actualmente es presidenta de APABECO (Asociación de Ex Becarios de Corea)

## Carrera en los medios de comunicación de Paraguay
Empezó su carrera a los 22 años de edad cuando fue invitada a un programa de televisión de Canal 13 para hablar sobre diseño de modas, carrera que desempeñaba en ese momento. Luego de la entrevista, el director del canal le ofreció ser la nueva presentadora de noticias del canal. 
En 1988, en conjunto con su entonces esposo Oscar Elizeche crearon el programa de televisión para niños "El sueño mágico de Bibi" el cual fue uno de los más importantes de los años 80's y 90's en Paraguay. En esa época empezaba a surgir una tendencia en programas infantiles como el de Xuxa en Brasil. Este programa de televisión luego lanzó su primer álbum para niños. El disco contaba con canciones como "Tío Mario", "El Rap de los Dientes" y "Vamos al zoológico".
En julio de 2018 cumplió 30 años de carrera en los medios de comunicación paraguayos
En la actualidad conduce el programa Residentas por Canal GEN.

## Cine
En 1994 actuó en la película coproducida por Paraguay, Suecia y Chile llamada Miss Ameriguá dirigida por Luis R. Vera. Su personaje llevaba el nombre de Concepción de Banderas.

## Carrera televisiva
Fuente:
- Noticiero - Canal 13
- Noticiero HORA 20 - Canal 9
- El Sueño Mágico de Bibi - Canal 9 (1988-1995)
- Bibi La Noche - Red Guaraní (2000)
- Doctor en Casa - Paraguay TV (presente)
- Residentas - Canal GEN (presente)[10]

## Carrera radial
- Radio Asunción
- La Unión (Presente)